# Ocupați
Ocupați (titlu original Okkupert) este un serial (thriller politic) norvegian bazat pe ideea originală a lui Jo Nesbø, sub direcția lui Erik Skjoldbjærg, care a fost difuzat pe postul norvegian TV2 la 4 octombrie 2015 și este difuzat actualmente în mai multe țări din vestul Europei. 

## Recepționare
Înainte de lansarea serialului, reprezentanți ai Rusiei s-au grăbit să înșire comentarii despre „o amenințare nefondată venită dinspre est”, a spus ambasadorul Rusiei la Oslo, Viaceslav Pavlovski. 